# Swansea
|  | Per a altres significats, vegeu «Swansea (desambiguació)». |

Swansea (en gal·lès: Abertawe) és una ciutat costanera del sud-oest de Gal·les, Gran Bretanya. És una ciutat industrial. L'any 2001 tenia 169.880 habitants i és la segona ciutat més important de Gal·les, després de Cardiff. Està situada al sud del país, el comtat de Swansea inclou part de la península de Gower. La ciutat té una important universitat, que compta amb uns 11.000 estudiants. El seu centre va ser reconstruït després de la Segona Guerra Mundial.

## Llocs a visitar
- Barri mariner de Swansea.
- El Museu Marítim i Industrial.
- La Glynn Vivian Art Gallery (Galeria d'art)
- El Museu Swansea.
- Cwmdonkin Park.
- Les cases de pescadors de Mumbles.
- Jaciments prehistòrics de Parc le Breose.
- L'Observatori de Swansea.

## Ciutadans il·lustres
- Lilian May Davies, princesa de Suècia i duquessa de Halland (1915-).
- Dylan Thomas, poeta (1914-1953).
- Catherine Zeta-Jones, actriu (1969-).
- Benjamin Davies, tenor (1858-1943).
- Clive Granger, (1934-2009), economista, Premi Nobel d'Economia de 2003.